# Siemens NX
Siemens NX (dawniej Unigraphics) – program typu CAD/CAM/CAE, umożliwiający projektowanie wyrobu parametrycznie lub nieparametrycznie, bryłowo lub powierzchniowo.
W 18 wersji Unigraphicsa wprowadzono technologię Direct Modeling, która w wersji NX 6 zmieniła nazwę na Synchronous Technology. Obydwie metodologie modelowania określić można mianem modelowania bezpośredniego, które najczęściej wykorzystuje się do pracy z modelami bez historii.
Producentem od V.2008 roku jest firma Siemens PLM Software (poprzednio UGS).
Najważniejsze dziedziny zastosowań:
- Wzornictwo przemysłowe i stylizacja,
- Projekty opakowań,
- Projekty mechaniczne,
- Projekty systemów elektromechanicznych,
- Symulacje mechaniczne,
- Symulacje elektromechaniczne,
- Projekty narzędzi i wyposażenia stałego,
- Wytwarzanie,
- Zarządzanie procesami inżynieryjnymi.

Oparty jest na geometrycznym kernelu modelowania Parasolid® rozwijanym przez UGS w Cambridge (Anglia).
Podstawą oprogramowania są moduły do modelowania przestrzennego (modeling), złożeń montażowych (assembly) oraz rysunku technicznego (drafting).
Do analizy wytrzymałościowej części lub zespołów w NX wykorzystywana jest metoda elementów skończonych przy pomocy wbudowanego pakietu NX Nastran lub innych, zewnętrznych programów obliczeniowych tzw. solverów.
Umożliwia także analizę kinematyki i dynamiki mechanizmów (motion simulation).
NX posiada wiele specjalizowanych modułów dostosowanych do wymagań różnych dziedzin przemysłu. Do najczęściej wykorzystywanych są moduły:
- projektowanie form wtryskowych – Mold Wizard,
- tłoczników postępowych, wykrojników, gętników i innych – Progressive Die Wizard
- projektowanie elementów z blach tłoczonych – Sheet Metal i Aerospace sheet Metal
- projektowanie statków – Ship Design
- rozmieszczania i wyznaczania przebiegu instalacji elektrycznych oraz „mechanicznych – moduły z grupy „Routing”.

Program ma wbudowany moduł Manufacturing przeznaczony do generowania ścieżek narzędzi dla obrabiarek CNC umożliwiający programowanie obróbki w pełnym zakresie do 5 osi sterowanych w sposób ciągły. Program umożliwia stworzenie wirtualnej obrabiarki i bezpośrednią symulację kodu programu w środowisku roboczym. Dostępny jest pakiet narzędzi serii „Post Builder” do tworzenia i edycji postprocesorów dla danego typu maszyny.

## Historia
Historia systemu sięga wczesnych lat 70. Najnowszą wersją systemu jest NX 12.0 wprowadzany obecnie na rynek.
- Unigraphics V8 (marzec 1991 – feature based parametric solid modeling)
- EDS Electronic Data Systems (listopad 1991 – wydzielony ze struktur McDonnell Douglas)
- Unigraphics V9 (sierpień 1992)
- Unigraphics V10.2 (wrzesień 1993)
- Unigraphics V11 (styczeń 1996 – obsługa bardzo dużych złożeń, współpraca z arkuszem kalkulacyjnym)
- Unigraphics V12 (styczeń 1997 – CAE: UG Secenario)
- Unigraphics V13 (lipiec 1997 – nowy szkicownik)
- Unigraphics Solutions (luty 1998 – powstaje nowa firma)
- Unigraphics V15 (listopad 1998 – User Defined Feature)
- UG/Mold Wizard (lipiec 1999 – pierwsza wersja modułu do projektowania form wtryskowych)
- Unigraphics V16 (wrzesień 1999 – Windows Interface)
- Unigraphics V17 (październik 2000 – Knowledge Based Engineering)
- Unigraphics V18 (lipiec 2001 – Direct Modeling)
- EDS PLM Solutions (październik 2001 – przejęcie SDRS z I-DEAS)
- NX 1 (lipiec 2002 – I-DEAS/Unigraphics NX Interoperability)
- NX 2 (sierpień 2003 – Expanded functionality in the Feature and Freeform Modeling)
- NX 3 (sierpień 2004 – PMI, UGS Jack technology)
- NX 4 (grudzień 2005 – NX Ship Building, Aerospace sheet metal)
- NX 5 (kwiecień 2007 – CAE: NX Advanced Thermal, Advanced Flow, Electronic Systems Cooling, Laminates)
- NX 6 (czerwiec 2008 – Synchronous Technology)
- NX 7 (wrzesień 2009 – HD3D, Siemens Sinumerik machine controller)
- NX 7.5 (maj 2010 – wprowadzenie NX Turbomachinery)
- NX 8 (październik 2011 – HD-PLM, CAD Modular Design, NX CAM for Machinery)
- NX 8.5 (październik 2012 – CAD: Open Profile, CAM: Aerospace Parts Machining, Tooling: Mold Flow Analysis)
- NX 9 (październik 2013 – CAD: Realize Shape & Synchronous Technology 2D, CAM: Interactive cut region management)
- NX 10 (październik 2014 – Gateway: Touchscreens, CAD: 2D Layout, CAM: Line Designer, CAE: Parallel Processing)
- NX 11 (sierpień 2016 – CAD: Convergent Modeling, CAM: Hybrid Additive Manufacturing, CAE: Simcenter)
- NX 12

## Systemy operacyjne
Wspierane są systemy operacyjne:
- Windows XP, VISTA, Windows 7 (64-bit), Windows 8./8.1 (64-bit), Windows 10 (64-bit)
- Unix
- Linux
- OS X